# NortH2
NortH2 is een project van een consortium van Gasunie, Shell Nederland, Groningen Seaports, Equinor en  RWE, met steun van de provincie Groningen. De bedoeling is in grote volumina groene waterstof te gaan maken  met behulp van stroom die door een megawindpark op zee wordt opgewekt. De productie zal plaats vinden in een nieuw te bouwen elektrolysefaciliteit in de Eemshaven. Het project raakte in een stroomversnelling vanwege de vrees voor een snellere opwarming opwarming van de Aarde. Op 21 oktober 2021 kwam de Gasunie naar buiten met haar vrees dat er een nieuwe monopolist werd geschapen. Dat is opmerkelijk omdat het bedrijf zelf lid is van bovengenoemd consortium. 
Het kabinet informeerde de Tweede Kamer in mei 2020.